# Belair (St. Lucia)
Belair ist ein Ort im Quarter (Distrikt) Castries im Westen des Inselstaates St. Lucia in der Karibik. 

## Geographie
Der Ort liegt im Zentrum des Quarters im Tal des Roseau River, zwischen Coolietown und Sarot. Im Süden schließt sich auf dem gegenüberliegenden Ufer des Roseau die Siedlung Morne D’Or an und im Norden Barre Duchaussée.

## Klima
Nach dem Köppen-Geiger-System zeichnet sich Belair durch ein tropisches Klima mit der Kurzbezeichnung Af aus.